# Samir Leuppi
Samir Leuppi (* 24. Februar 1993 in Winterthur) ist ein aktiver Schweizer Schwinger und Mitglied des Schwingklubs Winterthur.

## Karriere als Schwinger
Samir Leuppi wurde 2019 zum Winterthurer Sportler des Jahres gewählt.
Er konnte bis dato 3 Kranzfestsiege feiern (Zürcher Kantonalschwingfest 2017 in Weiach sowie 2019 in Fehraltorf und am Bündner-Glarner Kantonalschwingfest 2021 in Davos/Sertig). Dazu kommen 5 Bergkränze (Schwägalp 2017/2018 und 2021, Rigi 2019, Weissenstein 2019) und 7 Teilverbandskränze, davon sind 6 vom Nordostschweizerischen und 1 vom Nordwestschweizerischen Schwingfest.
Höhepunkte waren der 4. Rang am Unspunnen-Schwinget 2017 und der Sieg am Eidgenössischen Nachwuchsschwingertag 2009 in Le Mouret (Jahrgang 1993). Ausserdem darf sich Samir Leuppi seit 2019 als «Eidgenosse» bezeichnen. Er durfte sich am Eidgenössischen Schwing- und Älplerfest in Zug den Eidgenössischen Kranz aufsetzen lassen und gehört fortan zu den Bösen im Schwingsport.
Weiter weist Leuppi 7 regionale Festsiege auf (Eschenberg-Schwinget 2015/2016/2018/2019, Pfannenstiel-Schwinget 2016/2019, Gibel-Schwinget 2019) sowie Schlussgangteilnahmen am Zürcher Kantonalfest 2015 in Wädenswil, am Zürcher Kantonalfest 2021 in Stäfa, am Eschenberg-Schwinget 2013/17 und am Lichtmess-Schwinget 2018.
In der offiziellen Jahrespunkteliste des Eidgenössischen Schwingerverbands belegte Leuppi 2019 den 7. Rang.

## Leben
Samir Leuppi ist in Winterthur geboren und aufgewachsen. Er hat nach seiner Schulzeit eine Lehre als Zimmermann erfolgreich abgeschlossen. Nach seiner Ausbildung zum Zimmermann, wurde er Polizist bei der SBB Transportpolizei wo er bis heute noch tätig ist. Samir Leuppi trainiert beim Schwingklub Winterthur und mit seinem Verband, dem NOSV (Nordostschweizerischer Schwingerverband). Er ist Mitglied im Turnverein Wülflingen und generell sportlich aktiv (Olympisches Gewichtheben, Angeln, Diskus werfen). Zudem ist er der Trauzeuge seines Schwingerkollegen Roger Rychen.